# John Paul DeJoria
John Paul Jones DeJoria (n. 13 aprilie 1944 în Echo Park, Los Angeles) este un antreprenor american, cunoscut ca fiind cofondatorul companiei Paul Mitchell pentru produse de îngrijire a părului și al firmei de băuturi Patrón Spirits Company, unul dintre cele mai puternice branduri de tequila din lume.
Este remarcabil destinul său deosebit: deși în copilărie a trăit în sărăcie, a reușit să ajungă un miliardar.
S-a născut într-o familie modestă de imigranți, tatăl fiind italian și mama de origine greacă.
Pe când avea numai doi ani, părinții au divorțat și DeJoria ajunge la un orfelinat.
La nouă ani, este nevoit să își câștige existența vânzând vederi de Crăciun și ziare.
Duce în continuare o existență precară și face parte dintr-o bandă de cartier.
Se înscrie în armată și petrece doi ani în Marina SUA.
Apoi are diverse slujbe (om de serviciu, agent de vânzări etc.) și intră în industria produselor de îngrijire a părului, anagjându-se la Redken Laboratories, dar nu stă mult aici, fiind concediat din cauza unor neînțelegeri cu conducerea.
Reușește să obțină un împrumut de 700 de dolari (deși încă locuia într-o mașină abandonată) și, împreună cu frizerul Paul Mitchell, fondează John Paul Mitchell Systems.
La început, biroul companiei era chiar mașina în care locuia DeJoria.
Grație șamponului creat, care necesita o singură spălare și avea balsam încorporat, firma ajunge la venituri anuale de peste un miliard de dolari.
O altă mare afacere a lui DeJoria îl constituie brandul Patron, fondat în 1989, care producea o tequila de calitate superioară.
Mai târziu își extinde afacerile în domeniul telecomunicațiilor.
Deși are doar pregătire medie, posedă în prezent o avere de 2,8 miliarde de dolari.